# Tim Gill (Basketballspieler)
Timothy-Earl Gill (* 8. Januar 1976 in Little Rock) ist ein ehemaliger US-amerikanischer Basketballspieler.

## Laufbahn
Gill spielte als Student für die Mannschaft der Oral Roberts University in Oklahoma und war dort Schützling von Bill Self. Mit 1959 Punkten war Gill der beste Korbschütze der Hochschulmannschaft in den 1990er Jahren. In allen seinen vier Jahren (1994 bis 1998) erzielte er zweistellige Punkteausbeuten, sein Höchstwert waren 18,1 Punkte je Begegnung in der Saison 1997/98. Gill traf 333 seiner 757 Dreipunktwürfe für die Oral Roberts University. Als Vorbereiter bestritt er sein bestes Spiel für die Hochschulmannschaft am 10. Dezember 1997, als er elf Korbvorlagen gab.
Gill begann seine Laufbahn als Berufsbasketballspieler in seinem Heimatland: Im November 1998 wurde er von den Rochester Skeeters (International Basketball Association) verpflichtet. In den Spielzeiten 1999/2000 und 2000/01 stand er den La Crosse Bobcats in der Continental Basketball Association (CBA) unter Vertrag.
Ende Juli 2001 wechselte er erstmals ins Ausland, unterschrieb beim deutschen Bundesligisten Avitos Gießen. Er kam in fünf Bundesliga-Spielen zum Einsatz, erzielte dabei im Schnitt 14,2 Punkte, 3,2 Rebounds und 3 Korbvorlagen je Begegnung. Gill brach sich einen Zeh, deshalb kam es im November 2001 zur Trennung.
Nach seiner Genesung spielte Gill in der Saison 2002/03 eine Partie in der CBA für die Mannschaft Idaho Stampede. 2004 spielte er ebenfalls in seinem Heimatland für die Oklahoma City Ballhawgs in der American Basketball Association (ABA).
Beruflich wurde Gill im Bereich Verkauf und Vermarktung tätig, dem Basketball blieb er als Jugendtrainer verbunden. Im August 2016 wechselte er an die University of Arkansas und übernahm bei den dortigen Basketball-Damen die Betreuung der Spielerinnen als Karriereberater.